# Abdulsalami Abubakar
Abdulsalami Abubakar (Kano, Nigéria colonial, 13 de junho de 1942) é um general aposentado das Forças Armadas da Nigéria e político nigeriano que serviu como o 11.º presidente da Nigéria entre 8 de junho de 1998 e 29 de maio de 1999, sucedendo Sani Abacha em decorrência de sua morte e sendo sucedido por Olusegun Obasanjo. Foi o último chefe de Estado nigeriano da chamada Terceira República.
Durante sua breve presidência, a Nigéria adotou uma versão modificada da Constituição de 1979, que previa eleições diretas presidenciais e legislativas disputadas sob o sistema pluripartidário. Ao final de seu mandato, em 29 de maio de 1999, transferiu pacificamente o poder para Olusegun Obasanjo, vencedor da eleição presidencial desse ano.

## Primeiros anos
Abubakar nasceu em 13 de junho de 1942 em Minna, no estado do Níger. De etnia hauçá,  é filho de Abubakar Jibrin e Fatikande Mohammed. De 1950 a 1956, frequentou a escola primária Minna Native Authority. De 1957 a 1962, cursou o Ensino médio no Government College of Bida. De janeiro a outubro de 1963, iniciou, mas não concluiu seus estudos universitários no Kaduna Technical College.

## Atuação política

### Participação no governo de Sani Abacha
A Nigéria foi governada por presidentes militares desde que Muhammadu Buhari tomou o poder após o golpe de Estado de 1983, que depôs o presidente democraticamente reeleito Shehu Shagari. Apesar de ter havido uma eleição presidencial direta em 1993, esta foi anulada pelo então presidente Ibrahim Babangida após a derrota do candidato governista. Outro general, Sani Abacha, tomou o poder após a renúncia de Babangida em 17 de novembro do mesmo ano e Abubakar declarou apoio ao novo presidente, tendo inclusive participado brevemente de seu governo ao ser nomeado ministro da Defesa ao final de 1997, sucedendo o próprio Abacha, que também ocupava o cargo.

### Ascensão ao poder
Com o inesperado falecimento de Abacha em 8 de junho de 1998, Abubakar inicialmente relutou, mas aceitou sucedê-lo na presidência do país, governando até 29 de maio de 1999. Logo no início de seu governo, prometeu aos nigerianos realizar uma nova eleição presidencial no ano seguinte e transferir pacificamente o poder para o presidente eleito. Para isso, fundou a Comissão Nacional Eleitoral Independente (INEC), autarquia federal que atua como a justiça eleitoral do país até os dias de hoje, nomeando o ex-juiz da Suprema Corte da Nigéria Ephraim Akpata para a presidência do órgão.
O INEC organizou uma série de eleições em dezembro de 1998, voltadas para eleger novos governadores dos estados e membros das assembleias legislativas estaduais. Por fim, a eleição presidencial foi realizada em 27 de fevereiro de 1999 e Olusegun Obasanjo, ex-militar e ex-presidente, foi eleito por ampla margem de votos. Embora tenham sido feitos esforços para garantir que as eleições fossem livres e justas para todos os candidatos, foram observadas diversas irregularidades, o que atraiu críticas de observadores estrangeiros.

## Legado
O legado de Abubakar permanece controverso. Discussões feitas por historiadores nigerianos em um circuito de palestras promovido pela Universidade de Chicago em Illinois, nos Estados Unidos, avaliou negativamente sua atuação política por ter apoiado e posteriormente participado do governo de  Sani Abacha, acusado de violação dos direitos humanos. Ele próprio também foi processado por cidadãos nigerianos que acusaram-no de ter sido responsável pela morte Moshood Abiola, presidente eleito na eleição presidencial de 1993, que morreu sob custódia após ser impedido pelos militares de assumir o poder.
Entretanto, Abubakar é avaliado positivamente por outros críticos após participar ativamente de uma solução diplomática que fosse capaz de dar fim à Segunda Guerra Civil da Libéria, presidindo as negociações de paz entre o então presidente Charles Taylor e os rebeldes da oposição, concluída com sucesso em 2003. Tais eventos foram retratados pelo documentário Reze para o Diabo Voltar para o Inferno, de 2008.